# Grófovec
Grófovec je hora v Strážovských vrších s nadmořskou výškou 557 m n. m.

## Poloha
Vrch Grófovec leží 2 kilometry severně od města Trenčianske Teplice, v geomorfologické části Teplická vrchovina.

## Přístup
Pod vrchol vede  zeleně značená turistická trasa číslo 5580.